# Шоу, Ирвин
И́рвин Шо́у (англ. Irwin Shaw [ˈɝwɪn ˈʃɔ:] Эруин Шо; настоящее имя — И́рвин Ги́лберт Шамфорофф, англ. Irwin Gilbert Shamforoff; 27 февраля 1913, Нью-Йорк — 16 мая 1984, Давос, Швейцария) — американский писатель и киносценарист. Известность ему принёс первый его роман «Молодые львы».

## Биография
Шоу родился в Южном Бронксе (Нью-Йорк) в семье еврейских эмигрантов из Нежина. Вскоре после рождения Ирвина семья переехала в Бруклин и сменила фамилию на Шоу. Юность Шоу прошла в Бруклине, где в 1934 году он окончил Бруклинский колледж со степенью бакалавра. 
Начал писать сценарии уже в 1935 году, в том числе и для радиоспектаклей («Дик Трейси»). В 1936 году впервые был поставлен спектакль Шоу «Предайте мёртвых земле», в котором речь идёт о группе солдат, павших в бою. В 1940-х Шоу написал сценарии к нескольким фильмам: «Город говорит» (комедия, посвящённая теме гражданских свобод) и др.
Будучи призванным в армию США, во время Второй мировой войны служил уорэнт-офицером. «Молодые львы» — первый роман Шоу — был опубликован в 1949 году. Основанный на реальном опыте, полученном писателем за годы войны, роман оказался очень удачным и был экранизирован («Молодые львы», 1958). Эту экранизацию вряд ли можно было назвать адекватной тексту, поэтому неудивительно, что Шоу она не понравилась.
Второй роман Шоу, «Растревоженный эфир», описывающий рост маккартизма, был опубликован в 1951 году. После того, как в нашумевшей антикоммунистической публикации «Красные каналы» (Red Channels: The Report of Communist Influence in Radio and Television) его ложно обвинили в коммунистических убеждениях, главы кинокомпаний занесли Шоу в чёрный список Голливуда.
В том же 1951 году Шоу покинул США и уехал в Европу, где прожил 25 лет, в основном в Париже и Швейцарии. В течение 1950-х Шоу написал несколько киносценариев, в том числе «Любовь под вязами» (на основе пьесы Юджина О’Нила) и «Огонь из преисподней» (драма из жизни контрабандистов).
Во время жизни в Европе Шоу написал ряд книг: «Люси Краун» (1956), «Две недели в другом городе» (1960), а также роман «Богач, бедняк» (1970), к которому позднее было написано неудачное, по мнению критиков, продолжение — «Нищий, вор». Снятый по роману «Богач, бедняк» сериал оказался исключительно успешным («Rich Man, Poor Man», 1976). В 1982 году на Литовской киностудии СССР также был снят телесериал «Богач, бедняк…» по этому роману.
Ирвин Шоу является обладателем ряда престижных премий и наград, включая две премии О. Генри, награду Американской академии искусств и литературы и три премии журнала «Плейбой».
Скончался в Давосе (Швейцария) от рака простаты в возрасте 71 года.

### Семья
- Жена — Мэриан Эдвардс, поженились в 1939 году, развелись в 1967, повторно поженились в 1980 году.
  - Сын — Адам, журналист.

## Сочинения
- 1936 — «Предайте мёртвых земле» (пьеса)
- 1937 — «Осада» (пьеса)
- 1937 — «Бруклинская идиллия» (пьеса)
- 1939 — «Моряк из Бремена» (сборник рассказов)
- 1941 — «Добро пожаловать в наш город» (сборник рассказов)
- 1944 — «Убийцы» (пьеса)
- 1946 — «Акт доверия» (сборник рассказов)
- 1949 — «Молодые львы» (роман)
- 1950 — «Доверяй, но проверяй» / «Пёстрая компания» (сборник рассказов)
- 1951 — «Растревоженный эфир» / «Взвихрённый воздух» (роман)
- 1956 — «Люси Краун» (роман)
- 1957 — «Ставка на мёртвого жокея» (сборник рассказов)
- 1960 — «Две недели в другом городе» (роман)
- 1965 — «Голоса летнего дня» (роман)
- 1965 — «Любовь на тёмной улице» (сборник рассказов)
- 1970 — «Отступление» (сборник рассказов)
- 1970 — «Богач, бедняк» (роман)
- 1973 — «Вечер в Византии» (роман)
- 1973 — «Бог был здесь, но уже ушёл» (сборник рассказов)
- 1975 — «Ночной портье» (роман)
- 1977 — «Нищий, вор» (роман)
- 1978 — «Пять десятилетий» (сборник рассказов)
- 1979 — «Вершина холма» (роман)
- 1981 — «Хлеб по водам» (роман)
- 1982 — «Допустимые потери» (роман)

## Фильмография
- 1936 — Большая игра (англ. The Big Game)
- 1941 — Из тумана (англ. Out of the Fog) (пьеса, как основа сценария)
- 1942 — Город говорит (англ. The Talk of the Town) (совместно с Сиднеем Бахманом)
- 1942 — Трудный путь (англ. The Hard Way) (совместно с Дэниэлом Фуксом и Джерри Уолдом)
- 1943 — Коммандос атакуют на рассвете (англ. Commandos Strike at Dawn)
- 1949 — Лёгкая жизнь (англ. Easy Living) (автор сюжета, совместно с Чарльзом Шнее)
- 1949 — Ошибочный шаг (англ. Take One False Step) (автор сюжета, совместно с Честером Эрскином и Дэвидом Шоу)
- 1951 — Ты мне нужна (англ. I Want You)
- 1953 — Акт любви (англ. Act of Love)
- 1954 — Улисс (англ. Ulysses) (совместно с другими)
- 1956 — Война и мир (англ. WAR AND PEACE) (не аккредитован) — фильм 1956, по роману Л. Толстого, реж. Кинг Видор и Марио Сольдати
- 1957 — Ставка на мёртвого жокея (англ. TIP ON A DEAD JOCKEY) (роман, как основа сценария)
- 1957 — Огонь из преисподней (англ. Fire Down Below)
- 1958 — Молодые львы (англ. THE YOUNG LIONS) (роман, как основа сценария)
- 1958 — Любовь под вязами (англ. Desire Under the Elms) (по пьесе Юджина О’Нила, реж. Делберт Манн)
- 1958 — Плотина у Тихого океана/ Суровый возраст (фр. Barrage contre le Pacifique/ англ. THIS ANGRY AGE/ THE SEA WALL,совместно с Рене Клеманом, по одноимённому роману М. Дюрас)
- 1961 — Большая афера (англ. The Big Gamble)
- 1962 — Две недели в другом городе (англ. TWO WEEKS IN ANOTHER TOWN) (роман, как основа сценария)
- 1963 — Во французском стиле (англ. In the French Style) (совместное производство)
- SURVIVAL 1967, 1968
- 1969 — Их было трое (англ. THREE) (автор сюжета)
- 1980 — Вершина холма (англ. THE TOP OF THE HILL) (телесериал, по адаптированному роману)
- 1982 — Богач, бедняк… (СССР; режиссёр: Арунас Жебрюнас) (4 серии)
- 2005 — От 180 и выше